# 마에 다카유키
마에 다카유키(일본어: 前 貴之, 1993년 9월 16일~)는 일본의 축구 선수이다.

## 구단 경력
그는 2011년부터 J리그의 홋카이도 콘사돌레 삿포로, 카탈레 도야마, 레노파 야마구치 FC, 요코하마 F. 마리노스, 마쓰모토 야마가 FC에서 뛰었다.